# All the Things She Said
«All the Things She Said» — песня, записанная российским музыкальным дуэтом t.A.T.u. для их второго и первого англоязычного студийного альбома 200 km/h in the Wrong Lane и выпущенная в качестве ведущего сингла с альбома в Европе в сентябре 2002 года компанией Universal Music Group. «All the Things She Said» — это переведенная и переработанная версия их песни 2000 года «Я сошла с ума», вошедшая в их дебютный альбом «200 по встречной». Позже она была включена в их сборники t.A.T.u. Remixes и The Best. Хотя его оригинальная история была основана на сне, который Кипер увидела на приеме у дантиста, менеджер Иван Шаповалов затронул тему лесбиянства как в этой, так и в англоязычной версии. В лирическом плане она фокусируется на двух девушках, испытывающих чувства друг к другу.
«All the Things She Said» получил смешанные отзывы от музыкальных критиков: в то время как одни хвалили постановку и лирическое содержание, другие называли это трюком и наводящим на размышления. Сингл занял первое место в нескольких странах мира, включая Австралию, Австрию, Францию, Новую Зеландию, Швейцарию и Соединенное Королевство. Он также достиг 20-го места в американском Billboard Hot 100, став первым российским синглом, попавшим в топ-40, и самым высоким местом для российского исполнителя на сегодняшний день. Шаповалов заказал сопроводительное музыкальное видео для сингла, на котором изображен дуэт за забором в школьной форме, пытающаяся сбежать.
Музыкальное видео вызвало значительные споры в нескольких странах, из-за темы несовершеннолетнего лесбиянства. Несколько организаций выразили протест против видео и попытались запретить его, в то время как некоторые музыкальные станции удалили сцены с целующимися девушками. Песня исполнялась много раз, в том числе на многих телешоу, вместе с версией megamix с песней «Not Gonna Get Us» на MTV Movie Awards 2003. Это также было первое российское музыкальное видео на YouTube, получившее награду Vevo Certified Award за достижение 100 миллионов просмотров в июне 2016 года.
В октябре 2023 года Billboard включил песню в список 500 лучших поп-песен за историю поп-музыки. Песня заняла 423 место.

## Список композиций
Европейский CD сингл (2002) и UK кассетный сингл
1. «All the Things She Said» (радио-версия)
2. «Stars»

Европейский CD сингл (2003)
1. «All the Things She Said» (радио-версия)
2. «Stars»
3. «All the Things She Said» (Extension 119 club vocal mix)
4. «Ya Soshla S Uma»

Европейский 12-дюймовый сингл
A1. «All the Things She Said» (DJ Monk’s After Skool Special) — 7:03
A2. «All the Things She Said» (Running and Spinning mix) — 6:13
B1. «All the Things She Said» (Extension 119 club vocal) — 8:30
B2. «All the Things She Said» (original version extended mix) — 5:37
UK кассетный сингл
1. «All the Things She Said» (радио-версия)
2. «All the Things She Said» (Extension 119 club edit)
3. «Stars»
4. «All the Things She Said» (CD-ROM video)

|
US кассетный сингл
1. «All the Things She Said» (радио-версия) — 3:29
2. «All the Things She Said» (Extension 119 club edit) — 5:16
3. «All the Things She Said» (видеоклип)
4. «Behind the Scenes with Julia & Lena» (видеоклип)

Австралийский и Новозеландский сингл
1. «All the Things She Said» (радио-версия)
2. «All the Things She Said» (Mark!'s Intellectual vocal mix)
3. «All the Things She Said» (Extension 119 club edit)
4. «All the Things She Said» (HarDrum Remix)

Японский CD сингл
1. «All the Things She Said» (радио-версия) — 3:28
2. «All the Things She Said» (Extension 119 club vocal) — 8:16
3. «All the Things She Said» (Mark!'s Intellectual vocal) — 9:41
4. «All the Things She Said» (Blackpulke Mix) — 4:13
5. «All the Things She Said» (инструментальная версия) — 3:49

### Европа
Maxi CD-Single — 10 октября 2002
1. All the Things She Said
2. Stars
3. All the Things She Said (Extension 119 Club Vocal Mix)
4. Я сошла с ума

Кассета
1. All the Things She Said (Radio Version) 3:29
2. Stars

### Япония
CD Single — 5 марта 2003
1. All the Things She Said (Radio Version)
2. All the Things She Said (Extension 119 Club Vocal)
3. All the Things She Said (Mark!s Intellectual Vocal)
4. All the Things She Said (Blackpulke Mix)
5. All the Things She Said (Instrumental Version)

### Великобритания
CD Single — 27 января 2003
1. All the Things She Said (Radio Version) 3:29
2. All the Things She Said (Extension 119 Club Edit)
3. Stars (Album Version)

- All the Things She Said (Video)

### США
CD-Single — 10 сентября 2002
1. All the Things She Said (Radio Version) 3:29
2. All the Things She Said (Extension 119 Club Edit) 5:16

- All the Things She Said (Video) 3:29
- Behind The Scenes with Lena & Julia (Part 1)
- Photos

## Чарты
| Страна         | Позиция      |
| -------------- | ------------ |
| Австралия      | 1 (2 недели) |
| Австрия        | 1 (5 недель) |
| Бельгия        | 2            |
| Бразилия       | 7            |
| Дания          | 1            |
| Финляндия      | 3            |
| Франция        | 2 (3 недели) |
| Германия       | 1 (5 недель) |
| Греция         | 3            |
| Ирландия       | 1 (4 недели) |
| Италия         | 1 (4 недели) |
| Новая Зеландия | 1 (3 недели) |
| Норвегия       | 2            |
| Испания        | 1 (4 недели) |
| Швеция         | 2 (8 недель) |
| Швейцария      | 1 (7 недель) |
| Великобритания | 1 (4 недели) |
| США            | 20           |

## Сертификации и продажи
| Регион | Сертификация  | Продажи   |
| --- | ------------- | --------- |
| Австралия (ARIA) | Платиновый    | 70 000^   |
| Австрия (IFPI Austria) | Золотой       | 15 000*   |
| Бельгия (BEA) | Платиновый    | 50 000*   |
| Бразилия (ABPD) | Золотой       | 30 000    |
| Дания (IFPI Danmark) | Золотой       | 7,500     |
| Франция (SNEP) | Золотой       | 413,900   |
| Германия (BVMI) | 2× Платиновый | 1 000 000 |
| Греция (IFPI Greece) | Золотой       | 10 000^   |
| Италия (FIMI) · продажи с 2009 года | Золотой       | 50 000    |
| Новая Зеландия (RMNZ) | Платиновый    | 30 000    |
| Норвегия (IFPI Norway) | 2× Платиновый | 20 000*   |
| Испания (PROMUSICAE) | Золотой       | 30 000    |
| Швеция (GLF) | Платиновый    | 30 000^   |
| Швейцария (IFPI Switzerland) | Платиновый    | 40 000^   |
| Великобритания (BPI) | Платиновый    | 764,000   |
| США | —             | 415,000   |
| * Данные о продажах приведены только на основе сертификации. · ^ Данные о тиражах приведены только на основе сертификации. · Данные о продажах + прослушиваниях приведены только на основе сертификации. |               |           |